# Gválijar (okres)

Poloha okresu Gválijar na mapě Indie (zvýrazněn je také stát Madhjapradéš)

Okres Gválijar je jeden z 50 okresů indického státu Madhjapradéš. Jeho správním střediskem je starobylé město Gválijar. Okres má rozlohu 5124 čtverečních kilometrů a v roce 2001 v něm žilo 1 629 881 obyvatel, což byl přírůstek 26 % oproti roku 1991.